# Cantó d'Ay
El cantó d'Ay és un cantó francès del departament del Marne, situat al districte d'Épernay. Té 20 municipis i el cap és Ay.

## Municipis
- Ambonnay
- Avenay-Val-d'Or
- Ay
- Bisseuil
- Bouzy
- Champillon
- Cormoyeux
- Cumières
- Dizy
- Fontaine-sur-Ay
- Germaine
- Hautvillers
- Louvois
- Magenta
- Mareuil-sur-Ay
- Mutigny
- Romery
- Saint-Imoges
- Tauxières-Mutry
- Tours-sur-Marne

## Història
| Data d'elecció                           | Identitat         | Partit            | Qualitat |
| ---------------------------------------- | ----------------- | ----------------- | -------- |
| 1945-1958                                | Gaston Martin     | PCF               |          |
| 1958-1976                                | Jean Collery      | MRP, després UCDP |          |
| 1988-1994                                | Pierre Godbillon  | UDF               |          |
| 1994-                                    | Dominique Lévèque | PS                |          |
| les dades anteriors no són pas conegudes |                   |                   |          |
|                                          |                   |                   |          |

## Demografia
| A partir de 1990: Població sense dobles comptes |